# Mike Tyson
Michael Gerard Tyson (Nueva York, 30 de junio de 1966), apodado como Iron Mike y Kid Dynamite, es un boxeador estadounidense. Tyson es considerado uno de los mejores boxeadores de peso pesado de todos los tiempos. Reinó como campeón mundial indiscutible de peso pesado de 1987 a 1990. Ganó dos veces el título mundial de los pesos pesados en la década de los 80 y es el boxeador más joven de la historia en conseguir un título mundial de los pesos pesados cuando el 22 de noviembre de 1986 ganó el título de la WBC ante Trevor Berbick, con tan solo 20 años, 4 meses y 22 días. Fue el primer boxeador de peso pesado en ostentar simultáneamente los títulos del WBA, WBC y del FIB, así como el único peso pesado en unificarlos sucesivamente, siendo derrotado, después de nueve defensas, por James "Buster" Douglas en 1990.
En 1992 fue encarcelado por la violación de Desiree Washington, una modelo de 18 años. El 26 de marzo fue sentenciado a 10 años, 6 en prisión y 4 de libertad condicional. Fue liberado por buena conducta en marzo de 1995, regresó al ring ese año. Volvió a ganar el título mundial en 1996, pero lo perdió ante Evander Holyfield meses después. En 1997, en la revancha ante Holyfield arrancó un pedazo de la oreja derecha a su oponente, y tras ser advertido por el árbitro y volver a intentar morderle fue descalificado y sancionado durante doce meses. Siguió peleando y a los 35 años volvió a luchar por el título mundial ante Lennox Lewis, pero fue derrotado. Se retiró tres años más tarde.
En 2003 se declaró en bancarrota después de haber cobrado 30 millones de dólares en algunas de sus peleas y alrededor de 300 millones de dólares en el conjunto de su carrera.
Mike fue muy conocido por su ferocidad e intimidación como boxeador, protagonizando numerosos altercados dentro y fuera del cuadrilátero. Apodado "Iron" y "Kid Dynamite" al comienzo de su carrera. Ha sido considerado como uno de los mejores pesos pesados de la historia. Fue clasificado en el puesto número 16 por la revista The Ring en la lista de los cien pegadores más grandes de todos los tiempos y número uno para la ESPN en su lista de los mejores pegadores de la historia de los pesos pesados. Sky Sports lo listó como el «boxeador más temido» y lo describió como «quizá el más feroz luchador sobre un cuadrilátero de boxeo». Fue incluido en el Salón de la Fama del Boxeo Mundial en 2010 y en el Salón Internacional de la Fama del Boxeo al año siguiente.

## Biografía

### Inicios
Nació en el Cumberland Hospital, en el área de Fort Greene, en Brownsville, Brooklyn (Estados Unidos), el 30 de junio de 1966. Su partida de nacimiento indica que su padre biológico fue Percel Tyson, pero nunca lo conoció. Sin embargo, el hombre a quien llamó padre fue Jimmy Kirkpatrick, que rara vez visitaba a sus tres hijos. Por lo tanto, su madre, Lorna Mae Smith, se vio obligada a mantener a toda su familia: sus hijos Rodney, Niecey y Mike. Su primer vecindario fue Bedford-Stuyvesant, en Brooklyn, pero cuando Mike tenía siete años Lorna perdió su trabajo y toda la familia fue desahuciada. Se fueron a vivir a Brownsville, pero eran desahuciados constantemente, llegando a vivir en edificios abandonados sin agua, calefacción, ni electricidad.
En la escuela pública lo insultaban por su peso, por su ceceo y por estar siempre con su hermana, así que a los siete años dejó de asistir a clase. Poco después comenzó su afición a las palomas, algo frecuente en la ciudad. A los once realizaba peleas callejeras con apuestas y comenzó a ser conocido en Brooklyn. A los trece Mike había sido arrestado 38 veces. Dentro del sistema judicial debía acudir a escuelas especiales, donde comenzaron a administrarle clorpromazina.
En el centro de detención juvenil de Spofford pudo acudir a una charla de Muhammad Ali, pero desde entonces estuvo en varios hogares de acogida. Antes de cumplir trece años fue arrestado en posesión de bienes robados, por lo que fue enviado a un reformatorio estatal, la Tyron School for Boys. Tras pegar a uno de los internos fue esposado y enviado a Elmwood, un centro penitenciario donde conoció a Bobby Stewart, un exboxeador profesional que había llegado a ser campeón nacional aficionado. Stewart lo entrenó durante unos meses hasta que en marzo de 1980 le presentó al famoso entrenador Cus D'Amato, que tenía un gimnasio en Catskill.
Junto a D'Amato trabajaba otro entrenador más joven, Teddy Atlas, y entre ambos comenzaron a entrenar a Mike los fines de semana. Tras recibir la libertad condicional, D'Amato se hizo cargo de su tutela. Junto a D'Amato pudo conocer personalmente a Wilfred Benítez y hablar por teléfono con Ali tras el combate de este con Larry Holmes. Para entrenar a Mike contratan a los mejores sparrings, entre los que se encontraban Marvin Stinson o Frank Bruno.

## Carrera amateur
Comenzó peleando en los denominados «fumaderos», lugares cargados de humo de cigarrillos donde las peleas no estaban autorizadas. Su primer combate lo ganó en el tercer asalto en el Holyoke Boys Club en mayo de 1981. Tras diez combates, en mayo y junio de 1981 participó en las Olimpiadas Juveniles. Ganó todos los torneos regionales, por lo que se clasificó para luchar por el título nacional en Colorado, derrotando a todos sus rivales por nocaut en el primer asalto, incluida la final ante Joe Cortez, al que tumbó en ocho segundos. Fue apodado The Tank debido a que pesaba 91 kg con catorce años.
En noviembre de 1981 peleó ante Ernie Bennet, seis años mayor que él y que iba a disputar su último combate como aficionado antes de hacerse profesional. Bennet ganó el combate por decisión, infligiendo la primera derrota a Mike. En 1982 defendió su título de las Olimpiadas Juveniles ante Kelton Brown, al que derrotó en el primer asalto. Poco más tarde murió su madre, a la que habían diagnosticado un cáncer terminal. Por esta razón volvió a robar y a atracar, pero la muerte de un amigo y la situación en la que había vivido su madre lo hicieron volver junto a D'Amato.
Una niña de 11 años, familiar de Teddy Atlas, acusó a Mike de tener un comportamiento sexual inadecuado, por lo que Atlas lo amenazó con una pistola calibre 38. Disparó al lado de la oreja de Mike para intimidarlo, razón por la que D'Amato despidió al entrenador y contrató a Kevin Rooney. 
En diciembre de 1982 Mike perdió por primera vez en un torneo, en el Campeonato Aficionado Estadounidense en Indianápolis. Su rival fue Al Evans, once años mayor que él, que lo ganó tras parar el árbitro el combate después de tres caídas de Mike. Ganó los siguientes seis combates, lo que le valió para disputar en marzo de 1983 los Guantes de Oro, donde obtuvo la medalla de plata tras perder por decisión ante Craig Payne. Antes de terminar el año fue descalificado ante Kimmuel Odum en Colorado Springs, pero ganó el torneo Concacaf para menores de diecinueve años, título que repitió al año siguiente. También obtuvo el Ohio Fair National en agosto y poco después el Campeonato Nacional.
En 1984 perdió en la final del campeonato sub-19 de los Estados Unidos ante Orbit Pough. Poco después se adjudicó los Guantes de Oro de los pesos pesados ante Jonathan Littles. Era considerado el favorito para adjudicarse una plaza para defender a los Estados Unidos en los Juegos Olímpicos de Los Ángeles 1984, pero perdió en dos ocasiones controvertidas por decisión de los jueces contra Henry Tillman, al final no fue seleccionado. Estas derrotas generaron que se pasara al profesionalismo tras ganar el Torneo Tammer en Tampere el 16 de septiembre ante Hakkan Brock.

## Carrera profesional

### Primeros combates
Su debut profesional fue el 6 de marzo de 1985 en Albany, Nueva York, derrotó al portorriqueño Héctor Mercedes en el primer asalto. Sus representantes durante los siguientes años, además de D'Amato, fueron Jimmy Jacobs y su socio Bill Cayton. Ya desde su cuarto combate en Atlantic City sus veladas eran retransmitidas por la ESPN. Su novena pelea fue contra Donnie Long, también en Atlantic City. Long había derrotado al excampeón de la Asociación Mundial de Boxeo, John Tate, pero Mike ganó en el primer asalto.
Cus D'Amato enfermó de neumonía y no pudo acudir al combate contra Long, ni al siguiente contra Robert Colay. Poco después fue hasta Latham para ver el combate contra Sterling Benjamin pero murió tres días más tarde, el 4 de noviembre de 1985, cuando Mike apenas había peleado en once ocasiones como profesional y algunos especulaban que la experiencia de su pérdida generó en él un problema que poco a poco se acrecentaría. Había aparecido en la portada del Sports Illustrated, y ese año siguió peleando hasta en cuatro ocasiones más. Tres combates terminaron en el primer asalto y el restante en el segundo, ante el número dos de Canadá, Conroy Nelson.
El 11 de enero de 1986 se enfrentó a Dave Jaco, que había vencido a Razor Ruddock, pero Jaco también perdió en el primer asalto. Tras ganar a Mike Jameson en cinco asaltos, el 16 de febrero se enfrentó ante Jesse Ferguson en el Houston Field House en Troy, Nueva York. Mike noqueó a Ferguson en el quinto asalto y en el sexto el árbitro, que había tenido que amonestar varias veces a Ferguson, tuvo que parar la pelea, ya que eran constantes las advertencias y los abrazos. El combate fue registrado como descalificación de Ferguson pero tras las protestas de la esquina de Mike (alegando que se iba a romper su récord de nocauts) la resolución fue de nocaut técnico, debido a que hubiera sido el resultado más probable de continuar en el ring.
Tras dos victorias más se enfrentó a Steve Zouski, que nunca había sido noqueado. Ganó después de tres asaltos, pero varios golpes de su rival en una oreja que se había cortado en un accidente doméstico hicieron que tuviera que ser ingresado debido a una infección aguda. Cuando llegó su siguiente combate ante James Tillis estaba bajo de forma por su enfermedad y por sus salidas nocturnas, pero pudo ganar por decisión en diez asaltos, tras haberlo tumbado en una ocasión. Ese mes, ante Mitch Green, estrenó su nuevo contrato con HBO para televisar sus combates, y obtuvo la victoria tras diez asaltos. Green había ganado en cuatro ocasiones el torneo Guantes de Oro, y solo había perdido una pelea profesional ante Trevor Berbick, con el título de la USBA en juego.
Tras dos peleas finalizadas en diez asaltos, seguro sus representantes buscaron rivales más fáciles. Antes de su siguiente combate ante Reggie Gross tuvo una bronquitis, y el combate estuvo a punto de no celebrarse. Sin embargo ganó en un asalto, y los dos siguientes en uno y dos. El 26 de julio se enfrentó al hijo del mítico Joe Frazier, Marvis, que también fue derrotado en un asalto. Su siguiente rival fue José Ribalta, que cayó en el segundo asalto, en el octavo y en el décimo, antes de que el árbitro parara la pelea.

### Título Mundial
Tras su victoria ante Ribalta las negociaciones para organizar una pelea por el título se encaminaron, en concreto se realizaría en Las Vegas, por lo que antes del gran combate se realizó otro ante Alfonso Ratcliff, al que ganó en dos asaltos. Sus rivales habían sido cada vez mejores para conseguir una oportunidad por el título mundial de los pesos pesados y el 22 de noviembre de 1986 peleó ante Trevor Berbick, campeón de los pesos pesados del Consejo Mundial de Boxeo. Antes del combate apareció en diversos programas televisivos como Nightlife, The Joan Rivers Show o The Dick Cavett Show.
Un día antes del combate, Tyson sufría síntomas de gonorrea. Además, tuvo que desembolsar 10 000 dólares por utilizar el mismo color de calzón que el campeón. Ganó el título al noquear a Berbick en el segundo asalto, convirtiéndose a sus 20 años y cuatro meses en el campeón mundial de peso pesado más joven de la historia. Floyd Patterson había sido el peso pesado más joven en conseguir el título mundial a los 21 años y 10 meses después de haber ganado a Archie Moore en la eliminatoria por el título que había dejado vacante Rocky Marciano tras su retirada. Mike era un boxeador pequeño para la categoría, con una talla de 1.78 cm y un peso que variaba entre 97 y 120 kg, pero con un devastador poder en sus golpes, un excelente entrenamiento, una gran velocidad de manos y un estilo agresivo —estaba siempre a la ofensiva—; cada uno de sus ataques llevaban una gran precisión y potencia. En sus dos primeros años como profesional había ganado 28 combates, de los cuales 26 terminaron en nocaut, 15 de ellos en el primer asalto y 5 en el segundo.
Ya en 1987 siguió enfrentándose a casi todos los pesos pesados destacados del momento y declaró que quería unificar todos los cinturones mundiales. Defendió su título contra James "Bonecrusher" Smith el 7 de marzo en Las Vegas, Nevada. Ganó por puntos tras decisión unánime, y conquistó el cinturón de la Asociación Mundial de Boxeo que ostentaba Smith. En mayo derrotó a Pinklon Thomas por nocaut en el sexto asalto, defendiendo así sus dos títulos. El 1 de agosto tenía programado el combate ante Tony Tucker, que poseía el cinturón de la Federación Internacional de Boxeo. Mike era una persona depresiva, por lo que el estrés antes del combate lo llevó a plantearse su retirada. Dejó la concentración que estaba llevando en Las Vegas un mes antes de la pelea y aumentó sus salidas nocturnas. Volvió a entrenarse dos semanas antes del combate, por lo que no llegó en plena forma. Tucker aguantó toda la pelea, pero perdió por puntos y Mike se convirtió en el «campeón mundial indiscutido de todos los pesos».
Una vez con los tres títulos, su siguiente combate del año fue en octubre contra Tyrell Biggs, campeón olímpico en 1984 (categoría peso superpesado), el cual ganó por nocaut técnico en siete asaltos. El 22 de enero de 1988 se enfrentó al último campeón unificado anterior a Tyson, el veterano excampeón Larry Holmes, al que derrotó por nocaut técnico en 4 asaltos. Holmes no había sufrido en toda su carrera ningún nocaut después de 75 combates.
En marzo peleó contra el retador Tony Tubbs en Tokio, en lo que fue una pelea de promoción y marketing. El combate se desarrolló en el recién estrenado Tokyo Dome, con capacidad para 65 000 personas. Una hora después de ponerse a la venta las entradas se había vendido el 80 % del aforo. El promotor japonés pensó que Tubbs sería el rival que más aguantaría a Mike, pero este consiguió una fácil victoria por nocaut en dos asaltos.
Poco después murió su representante Jimmy Jacobs tras nueve años padeciendo leucemia linfática crónica. El 27 de junio debía pelear ante el excampeón de la Federación Internacional de Boxeo, Michael Spinks. Mucha gente pensaba (incluida la revista The Ring) que el legítimo campeón era Spinks, que poseía el título lineal, ya que había batido antes a Larry Holmes. Con esta pelea Mike alcanzó el clímax de su carrera, ya que ganó a Spinks en el primer asalto, en sólo 92 segundos.

### James "Buster" Douglas
Antes y después del combate contra Spinks, Tyson tuvo muchos problemas en su vida privada. Su mujer, Robin Givens, y la madre de esta lo criticaban en los medios de comunicación, hasta que se divorciaron. La prensa empezó a acusarlo por diversos problemas, como peleas o salidas nocturnas. Fue denunciado por Bill Cayton y firmó un contrato promocional con Don King, con quien cada vez pasaba más tiempo. A partir de aquí puede marcarse como el inicio del declive del campeón. Iba a pelear contra Frank Bruno en Londres, pero anunció que el combate se retrasaría. Después tuvo una pelea callejera con Mitch Green, y se fracturó la mano. Poco más tarde chocó su BMW contra un árbol y sufrió una contusión en el pecho y un trauma encefálico. Su entrenador, Kevin Rooney, criticó en diversos medios a Mike, por lo que fue despedido. Después de varios meses de fiestas nocturnas su peso subió hasta los 115 kg.
Tras varios problemas con Cayton sus representantes fueron Rory Holloway y John Horne, mientras que su entrenador en 1989 era Aaron Snowell, que se mantuvo en el puesto hasta el año siguiente. El 25 de febrero de 1989 Tyson se enfrentó a Frank Bruno, al que ganó por nocaut técnico en cinco asaltos. Ese año se publicó una biografía no autorizada de Mike, Fire and Fear: The Inside Story of Mike Tyson, escrita por José Torres. Según Tyson, el libro contiene mentiras y distorsiones sobre él. El siguiente combate fue ante Carl Williams, al que ganó por nocaut técnico en el primer asalto, el 21 de julio de 1989. El 18 de noviembre en Edmonton debía enfrentarse a Razor Ruddock con los títulos de nuevo en juego. Mike comenzó los entrenamientos en septiembre, pero apenas se concentraba y el 26 de octubre se aplazó el combate por una bronquitis.
En 1990, había perdido el hábito de sus entrenamientos, había vuelto a engordar y su vida privada era cada vez peor. El 11 de febrero se enfrentaba a James "Buster" Douglas en Tokio con las apuestas 42-1 a favor suyo. Para Douglas se trataba de un combate emocional, su mujer lo había abandonado y su madre había fallecido dos semanas antes. Tyson había perdido algo de peso de cara al combate, pero sin apenas entrenar dio un peso de casi 100 kg, su mayor peso en una pelea hasta entonces. Estaba siendo derrotado a los puntos hasta que en el octavo asalto un uppercut derribó a Douglas. Al finalizar la pelea el equipo de Tyson criticó la lentitud de la cuenta del árbitro, alegando que Douglas estuvo en el suelo más de diez segundos y que el árbitro comenzó la cuenta tarde, lo que ayudó a Douglas a recuperarse. A los 35 segundos del décimo asalto Douglas desató una combinación de golpes que envió a Mike a la lona. El árbitro, Octavio Meyran, realizó la cuenta pero Mike no tenía fuerzas para más y resultó derrotado por nocaut en el décimo asalto.
Este combate fue el acontecimiento del año para la revista The Ring y ocupó la portada de Sports Illustrated, además de ser una de las mayores sorpresas de la historia del deporte. Don King quería una revancha inmediata, pero Evander Holyfield era el aspirante al título mundial. Poco tiempo después de la derrota ante Douglas, su hermana Niecey murió de un ataque al corazón.

### Después de Douglas
Tras la derrota Mike contrató como entrenador a Richie Giachetti y se concentró en entrenar para su siguiente combate del 16 de junio. Su rival sería Henry Tillman, campeón olímpico en 1984 (categoría peso pesado). Tillman lo había derrotado en el camino hacia los Juegos Olímpicos y había precipitado su paso de aficionado a profesional. La pelea levantó mucha expectación pero terminó en el primer asalto con victoria para Tyson. Su siguiente combate debía tener lugar el 22 de septiembre en Atlantic City, pero se retrasó al 8 de diciembre debido a un corte sobre el ojo de Mike. Su rival fue Alex Stewart, que había participado en los Juegos Olímpicos y solo había sido derrotado por Evander Holyfield. Como en el combate anterior, Tyson ganó el combate en el primer asalto.
En la primera defensa del título, Douglas perdió ante Holyfield, por lo que los rumores de un combate entre ambos aumentaron. Tyson, que era el contendiente número uno peleó ante el número dos, Donovan "Razor" Ruddock. El 18 de marzo de 1991 tuvo lugar el combate en Las Vegas, y tuvo un final controvertido. El árbitro, Richard Steele, paró la pelea en el séptimo asalto en favor de Tyson por entender que Ruddock no se defendía, pero la decisión generó el enfado de los espectadores teniendo que ser escoltado el árbitro para salir del ring. La pelea volvió a tener lugar el 28 de junio. Ruddock se presentó con 4,5 kg más que en el primer combate, mientras que Tyson pesó medio kilo menos, aunque en el último mes tuvo que bajar dieciséis. Mike tumbó dos veces a Ruddock y ganó en 12 asaltos por decisión unánime. Tras esta victoria fue ordenada una pelea entre Holyfield y Mike para disputarse a finales de 1991, pero no tuvo lugar ya que se produjo su detención por violación.
Según la versión que se dio al juez, los hechos se produjeron la noche del 19 de julio de 1991, en la suite 606 del hotel Canterbury de Indianápolis. Allí tuvo una cita con la estudiante de 18 años de Roche Island que participaba en un concurso para elegir a "Miss América Negra", Desiree Washington. El 26 de marzo de 1992 la juez Patricia Gifford dictó como sentencia la condena para Tyson de seis años de prisión y 30 000 dólares de indemnización a la víctima, aunque a los tres años y ocho meses salió por buen comportamiento. Estuvo internado en el Indiana Youth Center, una prisión de seguridad media-alta. En octubre de 1992 murió su padre biológico, pero no pudo acudir a su funeral por estar preso.
En 1993 comenzaron a aparecer artículos y programas televisivos en los que se dudaba del testimonio de Desiree, incluidos testimonios de miembros del jurado. Uno de ellos, Wayne Walker, afirmaba que Desiree también le había dicho a su padre que había sido violada por él en 1989. En esa época se hizo público el interés de Desiree y su padre para vender la historia y sus derechos para un libro y una película. A pesar de estos nuevos datos el Tribunal Supremo de Indiana rechazó su apelación. Al entrar en prisión pesaba 123 kg y seis meses después bajó hasta los 98 kg, época en la que además se convirtió al islam. En junio de 1994 se presentó a una audiencia de cara a evaluar una posible reducción de condena. Mike afirmó que no había cometido ningún delito, pero volvieron a ingresarlo.

#### Holyfield
Tras volver de la cárcel, peleó contra Peter McNeeley en agosto de 1995. Mike tumbó a su rival en dos ocasiones, pero el entrenador de éste entró en el cuadrilatero para parar el combate y fueron descalificados. Poco después se programó la pelea ante Buster Mathis Jr. para ser televisado en FOX, a la vez que el tercer combate entre Riddick Bowe y Evander Holyfield, pero Mike se fracturó el pulgar derecho y la pelea se pospuso hasta final de año. Buster solo duró tres asaltos y el combate tuvo un 29% de cuota de pantalla para FOX, el más alto de su historia.
Lennox Lewis había perdido el título del Consejo Mundial de Boxeo (WBC) contra Oliver McCall, y este a su vez ante Frank Bruno, al que Mike ya había ganado en 1989. El combate ante Bruno fue corto, ya que venció por nocaut técnico en tres asaltos. Con el cinturón del WBC en su poder quería una nueva unificación; por ello, en vez de defender el título ante Lennox Lewis se decantó por pelear contra el campeón de la Asociación Mundial de Boxeo (WBA), Bruce Seldon. El combate se celebró el 7 de septiembre de 1996 y Seldon solo duró un asalto. En los ocho asaltos que había disputado desde que salió de la cárcel Mike había ganado 80 millones de dólares, pero tras el combate volvió a caer en el consumo de cocaína.
Lewis interpuso una demanda judicial porque Mike no había aceptado defender el título ante él y el WBC le retiró el cinturón. Poco más tarde Lewis lo obtuvo tras ganar en la revancha a Oliver McCall. Solo con el título de la Asociación Mundial de Boxeo se enfrentó ante Evander "Real Deal" Holyfield. El evento multimillonario se produjo el 9 de noviembre de ese 1996, en el MGM Grand Garden Arena de Las Vegas con el nombre 'Finally'. Tyson perdió por nocaut técnico en once asaltos después de que el árbitro, Mitch Halpern, parase el combate (Tyson también perdía a los puntos). Con esta victoria Holyfield hizo historia, al ser la segunda persona en la historia en ganar el cinturón de campeón mundial de los pesos pesados en tres ocasiones. Al final del combate, los técnicos de Tyson reclamaron que su protegido había recibido numerosos cabezazos de Holyfield que habían sido pasados por alto por el árbitro.
Se acordó una revancha en el mismo escenario el 3 de mayo del año siguiente, pero se pospuso hasta el 28 de junio. Para este combate Tyson cambió a su entrenador Jay Bright por Richie Giachetti. En un principio el árbitro asignado fue otra vez Halpern, pero el equipo de Tyson protestó y se eligió a Mills Lane. La pelea se tituló The Sound and the Fury, y recibió más atención que la anterior. Mike recibió 30 millones de dólares; Holyfield, 35, récord de dinero pagado a un profesional del boxeo hasta el 2007, cuando Óscar de la Hoya peleó ante Floyd Mayweather Jr. El combate también batió el récord de pago por visión, ya que la pelea fue comprada por 1.99 millones de personas, aunque el 5 de mayo fue batido otra vez por la pelea entre De la Hoya y Mayweather.
La revancha fue calificada como una de las peleas más extrañas de la historia del pugilismo. Al comienzo, Holyfield fue sancionado por constantes cabezazos a Mike, y este enfurecido fue descalificado en el tercer asalto por morder ambas orejas a Holyfield. El combate se había parado en una ocasión para atender la herida de Holyfield, que además le había restado puntos a Mike, pero en la reanudación los constantes intentos de este por morder de nuevo la oreja de su rival finalizaron la revancha. Entre el anuncio de la decisión de los jueces y el final del combate se generó una pelea con mucha gente involucrada dentro del cuadrilátero. Después del combate un trozo de oreja de Holyfield fue encontrado en el ring, pero no se le pudo coser.
Después del incidente, a Tyson se le restaron tres millones de dólares del total pactado y dos días después se disculpó ante Holyfield. Tyson fue condenado por todos los medios de comunicación, aunque tuvo algún defensor, como la novelista y comentadora Katherine Dunn, que escribió en una columna acerca de la poca deportividad que había demostrado Holyfield en el combate, además de criticar a los medios por no ser imparciales. El 9 de julio de 1997 la licencia de boxeo de Tyson fue revocada en el estado de Nevada por voto unánime y fue sancionado a pagar 3 millones de dólares por el mordisco. El 18 de octubre de 1998 la comisión volvió a votar por devolver la licencia a Tyson y el resultado fue favorable por 4-1. En 2004, Holyfield declararía que había perdonado a Tyson.

### Después de Holyfield
En octubre de 1997 la demanda presentada por Mitch Green por su pelea callejera obligó a Tyson a pagarle 45 mil dólares, aunque el jurado había determinado que Green había provocado la pelea. A pesar de haber ganado entre 1995 y 1997 cerca de 114 millones de dólares, Tyson se había gastado casi todo y tenía deudas fiscales por valor de 10 millones. Poco después tuvo un accidente en moto, se rompió una costilla, un hombro y se perforó un pulmón.
A finales de diciembre firmó un contrato con la WWF para ser el árbitro de WrestleMania XIV, recibiendo Don King 300 mil dólares por ceder su imagen a la compañía. Tyson no estuvo de acuerdo y contrató a Jeff Wald para revisar sus cuentas, lo que desembocó en la creación de Mike Tyson Enterprises y la destitución de sus representantes Rory Holloway y John Horne. Sus nuevos representantes fueron Jeff Wald, Irving Azoff y Shelly Finkel, que se repartían el 20 % de las ganancias del boxeador. También demandó a Don King por valor de 100 millones de dólares debido a que éste había obtenido dinero de las bolsas de los combates, había cargado gastos propios a Mike y había inflado facturas para su beneficio. Para realizar estas demandas vendió 62 de sus vehículos por 3,3 millones de dólares, firmó un contrato con la WWF por seis millones y el 35 % del pay-per-view, pero a la vez tuvo que hacerse cargo de varias denuncias en su contra.
A finales de 1998 le fue devuelta la licencia para boxear, pero tenía una deuda con Hacienda de 13 millones de dólares. En enero de 1999, volvió a pelear ante el sudafricano Francois Botha, en lo que volvió a ser un combate conflictivo. Botha controló el comienzo de la pelea, pero en el momento que la campana anunciaba el final del primer asalto soltó un golpe fuera de tiempo que llevó a los dos boxeadores a enzarzarse fuera del tiempo estipulado. Una vez pasado este problema Botha siguió controlando el combate y ganaba a los puntos, cuando en el quinto asalto comenzó a provocar a Mike, que enfurecido lo noqueó. El 6 de febrero de 1999 volvió a tener problemas con la justicia, fue sentenciado a dos años de prisión, a una multa de 5000 dólares, a dos años de libertad condicional y a realizar 2000 horas de servicios comunitarios por golpear a dos motoristas, después de un accidente de tráfico el 31 de agosto de 1998.
Tras su liberación peleó ante Orlin Norris el 23 de octubre de 1999. En otro controvertido combate noqueó a Norris cuando había sonado la campana que ponía fin al primer asalto. Norris declaró que se había lesionado la rodilla en la caída y que no podía continuar, por lo que se dio por terminada la pelea y el combate se anuló. Hubo abucheos de los aficionados, por lo que los representantes de Mike quisieron alejarlo de Las Vegas durante un tiempo. En el año 2000, peleó en el Manchester Evening News Arena, Inglaterra, ante Julius Francis, el campeón británico. La pelea terminó en el segundo asalto con victoria para Mike por nocaut.
Peleó también en las islas británicas en junio de ese año, en Glasgow, ante Lou Savarese. Ganó el combate en el primer asalto, pero Mike continuó pegando a Savarese después de que el árbitro parase la pelea y los boxeadores tuvieron que ser separados. Durante dicha separación golpeó al árbitro y fue multado con 187 500 dólares. Tras el combate regresó a Londres y tuvo un altercado con Frank Warren. En octubre tuvo su última pelea del año ante Andrzej Gołota, y una vez más fue noticia, después de ganar el combate por la negativa de Golota de salir a pelear tras el tercer asalto. Golota alegó mareos producidos por una conmoción cerebral y una fractura en el pómulo izquierdo.
Después se rumoreó que Mike podría retirarse tras declarar: «Es probable que se tome un tiempo de descanso para estar con su familia». Pero el resultado final de la pelea anterior fue nulo, después de negarse Tyson a pasar el test de dopaje anterior al combate y dar positivo por marihuana en el test de orina posterior a la pelea. Mike proporcionaba la orina de otras personas en los controles antidopaje, por lo que nunca se le habían detectado drogas. Fue suspendido con noventa días y recibió una multa de cinco mil dólares y la donación de 200 mil a una entidad benéfica. A pesar de ganar 65,7 millones de dólares en 2000, los problemas económicos aumentaron. Camille, la mujer de Cus D'Amato, murió en junio de 2001, lo que aumentó la depresión de Mike y su consumo de drogas.
Mientras se preparaba para su siguiente combate, en 2001, volvió a ser acusado de violación. Poco más tarde la policía realizó una redada en su domicilio, ya que habían recibido la noticia de que había raptado a una mujer. Tiempo después Mike acusó a Floyd Mayweather de haber llamado a la policía por problemas entre ambos. Su siguiente combate fue ante Brian Nielsen en Copenhague, al que ganó en siete asaltos por nocaut técnico, a pesar de presentarse con 108 kg de peso. En esta pelea se lo vio aún más lento; tras el combate solo declaró: "Amo a mi mujer y a mi familia". Sin embargo en 2003 se divorciaron debido a constante infidelidades.

#### Lennox Lewis
Su última oportunidad de ganar el título mundial de los pesos pesados se produjo el 8 de junio de 2002 ante el británico Lennox Lewis, que había sido los tres años anteriores el campeón de los pesos pesados de varias asociaciones. En ese momento Lewis poseía los cinturones del Consejo Mundial de Boxeo, de la Federación Internacional de Boxeo y de la Organización Internacional de Boxeo. Lewis y Tyson se conocían, coincidieron como boxeadores aficionados prometedores haciendo guantes para entrenar en una reunión realizada por Cus D'Amato en 1984. El combate estaba previsto para abril, y como es habitual, en las declaraciones anteriores al combate hubo altercados. Tyson llegó a decir a Lewis: "Quiero tu corazón, quiero comerme a tus niños". El 22 de enero de 2002 en una rueda de prensa en Nueva York, los dos, junto con sus guardaespaldas, se enfrentaron en una pelea lo que provocó que la comisión pugilística de Nevada decidiese retirar la licencia de Mike. Por esa causa la pelea se retrasó hasta junio, celebrándose en el Pyramid Arena de Memphis.
Lewis dominó combate y finalizó con victoria por nocaut en el octavo asalto. En las declaraciones posteriores Mike fue magnánimo, declaró que había ganado el mejor. Fue el evento más vendido en la historia del pay-per-view, generando 106.9 millones de dólares. En el contrato de la pelea había una cláusula que contemplaba un nuevo combate entre ambos, pero Mike no quiso volver a pelear ante Lewis. Su siguiente combate se realizó el 22 de febrero de 2003 ante Clifford Etienne, al que ganó en 49 segundos en Memphis. Antes de la pelea hubo numerosos rumores sobre el mal estado de forma de Mike y sobre su nuevo tatuaje facial.

### Retirada

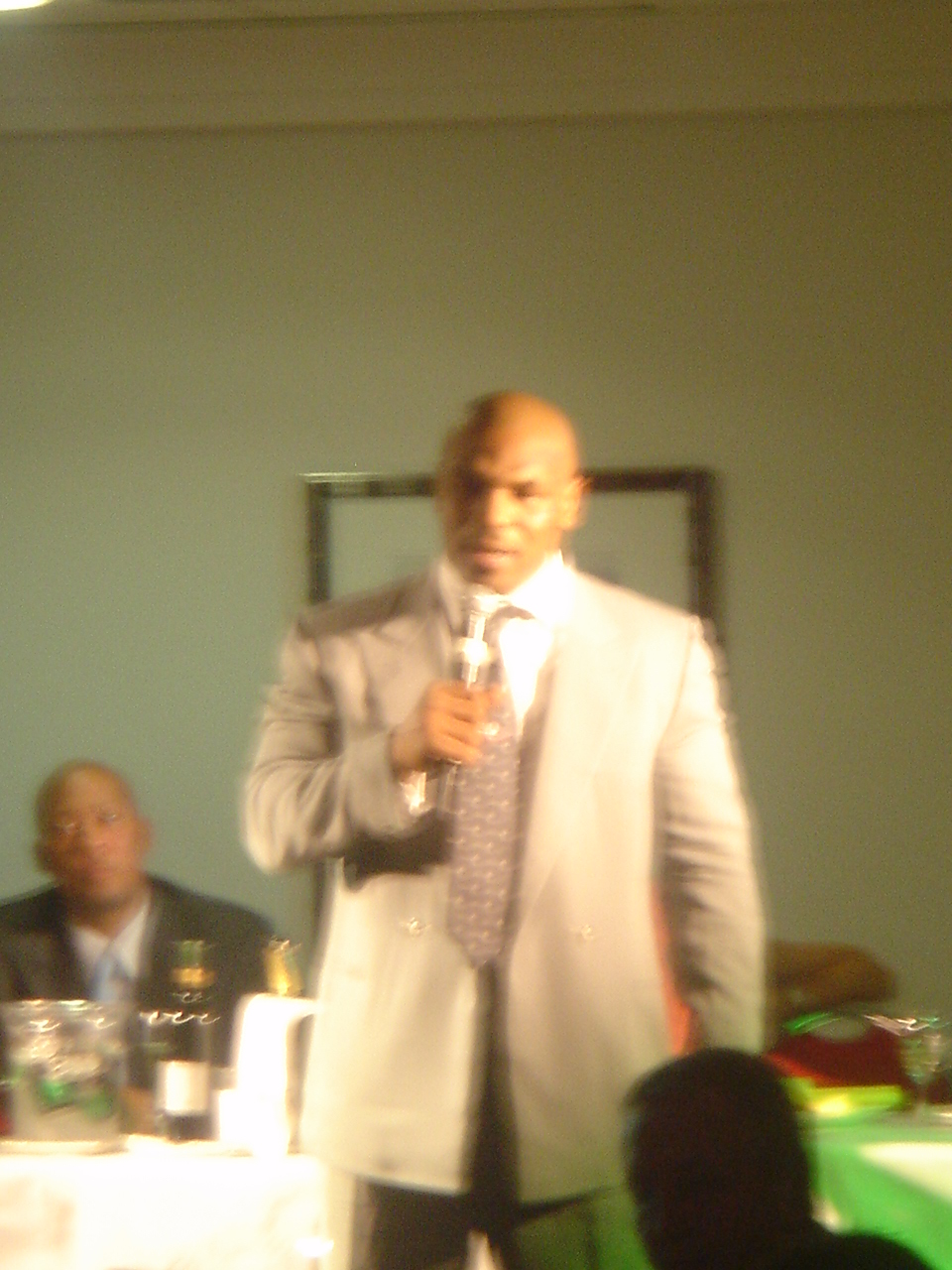
Tyson en una conferencia después de una cena.

En junio de 2003 fue acusado por delito de asalto, acoso y conducta desordenada tras protagonizar un altercado con dos hombres en un hotel de Brooklyn. En agosto, después de multitud de luchas financieras, anunció su bancarrota por una mala administración, tras haber gastado cerca de 300 millones de dólares ganados en sus combates. Debía unos 27 millones de dólares, 17 de ellos en concepto de impuestos, por lo que perdió su casa. Ese año fue colocado por la revista The Ring como el número 16 en la lista de los 100 mejores pegadores de todos los tiempos, justo por detrás de Sonny Liston. Negoció un contrato con la empresa K-1, por lo que acudió a varios eventos de artes marciales organizados por estos.
El 30 de julio de 2004 en un intento de reconducir su carrera como boxeador y debido a las grandes deudas que acumulaba, se enfrentó al británico Danny Williams. Dominó los primeros asaltos, pero en el cuarto perdió por nocaut. Tras la pelea se reveló que estaba lesionado de la pierna y que en el primer asalto se desgarró un ligamento de su otra rodilla, de la cual tuvo que ser intervenido días más tarde. Su entrenador, Shelly Finkel, declaró que Tyson era incapaz de pelear después de dicha lesión. En el juicio contra Don King, solo pudo obtener 14 millones de dólares, que fueron destinados a pagar a su exmujer.
El 11 de junio de 2005, perdió su última pelea ante el irlandés Kevin McBride, estando en un mal estado de forma y dando en la báscula 105 kg. Tras perder tres veces en sus últimos cuatro combates anunció su retirada de los cuadriláteros tras veinte años en activo. Mike declaró: «No puedo seguir con esto. No puedo seguir mintiéndome. No voy a seguir arruinando este deporte. Es simplemente mi final. Se terminó».

### Tras el boxeo
Tras su último combate comenzó a viajar por toda Europa a bordo del barco de su amigo Jeff Greene, parando en países como Rusia, donde visitó Chechenia. Como curiosidad, a comienzos del 2006, el portero de los Ottawa Senators, Ray Emery, se colocó una foto de Tyson en su máscara, la cual sacó en un partido antes de que la dirección del equipo le dijera que no era adecuado debido a la reputación del boxeador.
En agosto realizó una exhibición en Las Vegas, y poco después comenzó una gira de combates de exhibición. El 29 de diciembre de 2006, fue arrestado en Scottsdale, Arizona por conducir bajo la influencia de drogas, además de posesión de estas. Según declaración de la policía del condado de Maricopa, en la Corte superior, admitió que tomaba drogas, que era un adicto y que tenía un problema. El 22 de enero de 2007 en la Corte superior del condado de Maricopa se declaró culpable de un delito grave por posesión de drogas y de dos delitos menores por conducción bajo sus influencias. El 8 de febrero formó parte de un programa de tratamiento de varias adicciones mientras esperaba los cargos por su delito.

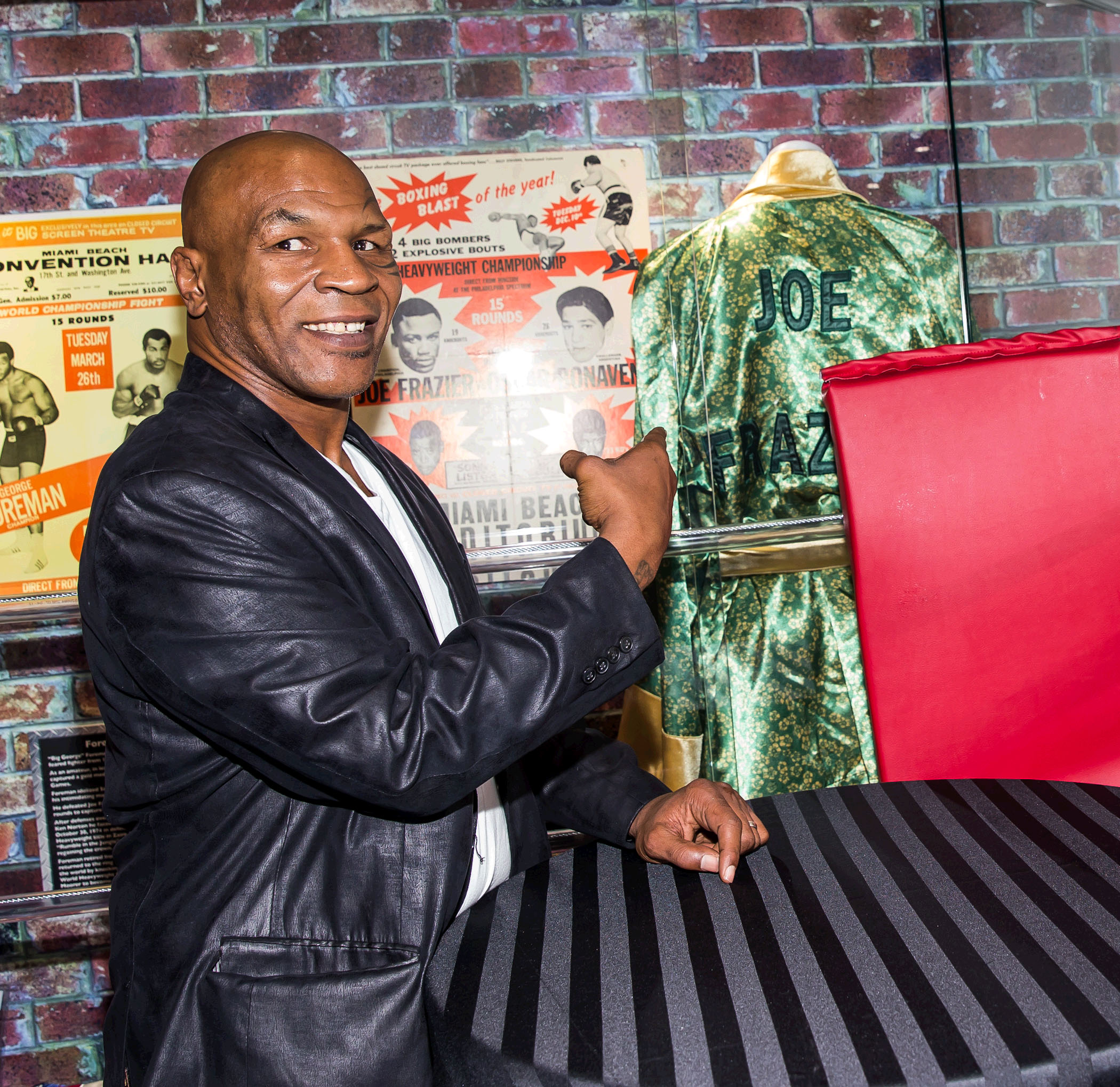
Tyson en el Salón de la Fama del Boxeo de Nevada en 2013.

En mayo de 2007 se rumoreó que podría ser el asistente técnico del boxeador ruso Sultán Ibragímov en el combate que se disputaba por el título mundial de los pesos pesados de la Organización Mundial de Boxeo (OMB) frente al estadounidense Shannon Briggs. El 24 de septiembre de 2007, fue declarado culpable por los cargos de posesión de narcóticos y conducción bajo la influencia de drogas. En noviembre realizó la condena que consistió en 24 horas de cárcel, 360 horas de servicios comunitarios y tres años de libertad condicional. Estuvo en varios centros de rehabilitación durante toda la década, como The Meadows, Promises o Wonderland.
El 20 de enero de 2008 se anunció en la prensa mundial que viajaría a Sudáfrica debido a un homenaje que los políticos y los negociantes querían brindar al ex campeón mundial, aunque el viaje estuviese envuelto en polémica por su pasado criminal. Poco antes de comenzar el evento, los organizadores del banquete de caridad que iba a celebrarse anunciaron que uno de los políticos más populares de Sudáfrica, que iba a encabezar el homenaje, Jacob Zuma, no podría asistir por un compromiso urgente con su partido, lo que generó polémica. En 2009 participó en The Oprah Winfrey Show, y tras el éxito obtenido volvieron a llamarlo para juntarlo a Evander Holyfield y que hicieran las paces. En noviembre de ese año, la policía lo detuvo y lo puso en libertad tras tomarle declaración después de agredir a un fotógrafo en el aeropuerto de Los Ángeles cuando iba con su esposa y su hijo de diez meses.
Debido a sus problemas económicos, a comienzos de 2010 se rumoreó que podría volver a pelear, pero en una entrevista realizada en julio a Details admitió que no tenía ninguna intención de volver. Sin embargo, comenzó a viajar por Europa dando charlas y realizando encuentros, e incluso participó en Ballando con le stelle, la versión italiana de Bailando con las estrellas. En julio apareció en el Festival de Cine de Kazajistán y realizó un viaje a La Meca, ya que se había convertido al islam durante su estancia en la cárcel, llamándose desde ese momento Malik Abdul Aziz. A finales de año se anunció que iba a ser incluido en el Salón Internacional de la Fama del Boxeo en junio de 2011 junto a Julio César Chávez y Rocky Marciano. En abril de 2012 debutó en Las Vegas con el monólogo de su vida, siendo Randy Johnson el director y la mujer de Mike la guionista. Tras viajar a Europa presentó otro monólogo con la dirección de Spike Lee, con el cual estuvo de gira por Estados Unidos todo 2013. El monólogo recibió el nombre Undisputed Truth (La verdad indiscutible) y siguió realizándolo por numerosos países en los siguientes años.
En 2012, junto a su mujer Mike Tyson Cares, fundó una organización benéfica para ayudar a los niños de hogares desestructurados. El 23 de agosto de 2013 debutó como promotor de boxeo con su empresa Iron Mike Productions en la ciudad de Verona, Nueva York, Estados Unidos. En 2015 anunció su apoyo a la candidatura presidencial de los Estados Unidos de Donald Trump. A comienzos de 2018 anunció su intención de producir marihuana en las 16 hectáreas de su rancho, debido a que en California se legalizó desde 2016 su consumo para mayores de 21 años.
El 28 de noviembre de 2020, se enfrentó en una pelea de exhibición de 8 asaltos de 2 minutos contra el excampeón del mundo Roy Jones Jr.. El combate fue pactado de antemano como un empate, aunque al final se declaró nulo. Tyson se embolsó 10 millones de dólares, mientras que Roy ganó 1 millón.

### Jake Paul
En marzo de 2024, se anunció que Tyson regresaría al ring contra Jake Paul en una pelea de peso pesado el 20 de julio de 2024 en el estadio AT&T de Arlington, Texas. El 29 de abril de 2024 se anunció que la pelea sería sancionada como una pelea de boxeo profesional por el Departamento de Licencias y Regulaciones de Texas (TDLR). El 26 de mayo de 2024, Tyson sufrió un brote de úlcera a bordo de un avión. El 31 de mayo de 2024, se anunció que la pelea se posponía por recomendación médica del doctor de Tyson debido a este brote de úlcera. El 7 de junio de 2024, se anunció que la pelea se llevará a cabo en la misma arena el 15 de noviembre de 2024.
El 15 de noviembre de 2024, al finalizar el encuentro, Paul se hizo con la victoria sobre Tyson por puntos, por decisión unánime del jurado.

## Vida personal

### Matrimonios e hijos

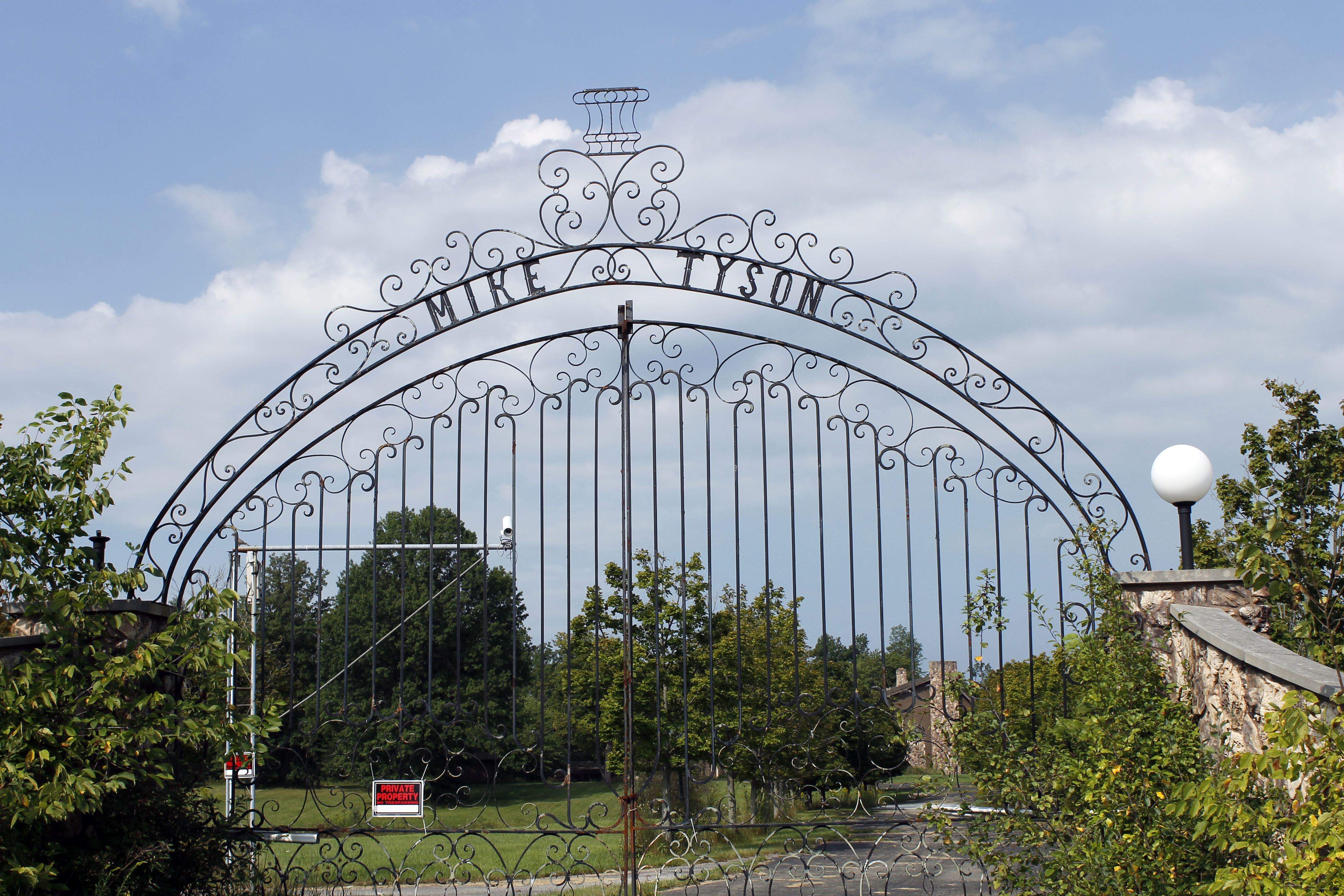
Puertas de la mansión de Tyson en Southington, Ohio.

Ha estado casado en tres ocasiones y ha tenido seis hijos con varias mujeres. Algunas de sus primeras relaciones fueron Naomi Campbell y Suzette Charles. Su primer matrimonio fue con la actriz Robin Givens a la que conoció en Head of the Class en febrero de 1988. Hubo varios problemas en la relación con alegaciones de infidelidad, violencia, abuso e inestabilidad mental. En una entrevista concedida a Barbara Walters del programa televisivo de la ABC, Givens declaró en septiembre de 1988 que la vida con Tyson era «una tortura, un infierno y lo peor que hubiera imaginado nunca». También declaró en una televisión nacional que Tyson era maníaco depresivo y un mes más tarde anunció que había pedido el divorcio. La pareja no tuvo descendencia.
Su primer hijo habría sido con Natalie Fears en 1990, D'Amato Tyson, aunque tiempo después se demostró que no era suyo. Su hija mayor es Mikey Lorna Tyson, la cual fue varias veces a visitarlo a la cárcel. Su segundo matrimonio fue con Mónica Turner. Se conocieron antes de que Mike entrase en prisión y se casaron el 19 de abril de 1997. El matrimonio se separó el 14 de enero de 2003, después de que Turner denunciase infidelidades desde enero de 2002. La pareja tuvo dos hijos: Rayna, que nació el 14 de febrero de 1996 y Amir, que nació el 5 de agosto de 1997, aunque considera a la hija mayor de Turner, Gena, como propia.
También tuvo dos hijos con Shelley, una estríper de Phoenix, Miguel y Exodus. Esta falleció el 26 de mayo de 2009 a la edad de cuatro años, tras asfixiarse por accidente con un cable en su residencia. El coste de las facturas médicas y el funeral ascendió a 200 mil dólares, recaudados gracias a donaciones, ya que Mike estaba en bancarrota.
Diez días después del fallecimiento de Exodus, Mike volvió a casarse por tercera ocasión con su novia Lakiha Spicer, el 6 de junio de 2009, en una ceremonia pequeña y privada en la capilla "La Bella", en el hotel-casino Hilton, en Las Vegas. Con ella tiene dos hijos: Milan, nacida el 24 de diciembre de 2008, y Morocco, nacido el 25 de agosto de 2011.

### Dieta
En 2010 Tyson declaró estar en una dieta vegana.
En marzo de 2011, Tyson apareció en The Ellen DeGeneres Show para hablar sobre su nueva serie de telerrealidad de Animal Planet, Taking On Tyson . En la entrevista con DeGeneres, Tyson habló sobre algunas de las formas en que había mejorado su vida en los últimos dos años, incluida una vida sobria y una dieta vegana.  Sin embargo, en agosto de 2013 admitió públicamente que había mentido sobre su sobriedad y que estaba al borde de la muerte por alcoholismo.
Tyson también reveló que ya no es vegano y afirmó: "Fui vegano durante cuatro años, pero ya no. Como pollo de vez en cuando. Debería ser vegano. Sin carne roja en absoluto, ¡de ninguna manera! Estaría muy enfermo si comiera carne roja. Probablemente por eso estaba tan loco antes". 

### Controversia
El 29 de diciembre de 2006, Tyson fue arrestado en Scottsdale, Arizona, bajo sospecha de conducción bajo la influencia de sustancias psicoactivas y delito grave de posesión de drogas ; casi choca contra una camioneta de la policía poco después de salir de un club nocturno. Según una declaración policial de causa probable, presentada en el Tribunal Superior del condado de Maricopa, " Tyson admitió haber consumido drogas hoy y afirmó que es un adicto y que tiene un problema". Tyson se declaró inocente el 22 de enero de 2007, en el Tribunal Superior del Condado de Maricopa, de delitos graves de posesión de drogas y posesión de parafernalia y dos delitos menores de conducir bajo la influencia de drogas. El 8 de febrero ingresó en un programa de tratamiento hospitalario por "varias adicciones" mientras esperaba el juicio por cargos de drogas.
El 24 de septiembre de 2007, Tyson se declaró culpable de posesión de cocaína y conducir bajo los efectos del alcohol. Fue declarado culpable de estos cargos en noviembre de 2007 y sentenciado a 24 horas de cárcel. Después de su liberación, se le ordenó cumplir tres años de libertad condicional y completar 360 horas de servicio comunitario. Los fiscales habían solicitado una sentencia de cárcel de un año, pero el juez elogió a Tyson por buscar ayuda con sus problemas con las drogas. El 11 de noviembre de 2009, Tyson fue arrestado después de tener una pelea en el aeropuerto internacional de Los Ángeles con un fotógrafo. No se presentaron cargos.
En septiembre de 2011, Tyson concedió una entrevista en la que hizo comentarios sobre la exgobernadora de Alaska Sarah Palin, incluidas descripciones crudas y violentas del sexo interracial. Estos comentarios fueron reimpresos en el sitio web de The Daily Caller . La periodista Greta van Susteren criticó a Tyson y The Daily Caller por los comentarios, que describió como "obscenidad" y "violencia contra las mujeres".
El 20 de abril de 2022, en un vuelo de JetBlue de San Francisco a Florida, Tyson golpeó repetidamente a un pasajero que lo estaba acosando, incluso arrojándole agua; no enfrentó cargos penales.
En 2023, una mujer anónima presentó una demanda de 5 millones de dólares contra Tyson, acusándolo de violarla en su limusina a principios de los años 90. Acusó a Tyson de besarla varias veces antes de quitarle los pantalones y violarla, a pesar de decirle repetidamente que se detuviera. La mujer afirma haber experimentado "culpabilidad, pérdida de autoestima, vergüenza, vergüenza, tristeza, ira, depresión, ansiedad, tendencias violentas, adicción a las drogas y al alcohol y confusión", así como incapacidad "para mantener y/ o desarrollar relaciones sanas con hombres u otras personas en general".
En noviembre de 2023, Tyson se encontró en medio de críticas y rumores sobre su supuesta donación a las Fuerzas de Defensa de Israel,  después de que fuera fotografiado asistiendo a un evento el 13 de noviembre patrocinado por Amigos de las FDI (FIDF) para recaudar fondos para la guerra entre Israel y Hamás, que parecía chocar con sus declaraciones anteriores sobre los palestinos. Esto provocó una reacción violenta en las redes sociales, lo que llevó a Tyson a publicar la siguiente declaración en Instagram:

"Quiero aclarar la descripción reciente de un evento al que asistí", escribió el jueves. "Un amigo me invitó a una velada informal, no estaba al tanto de la recaudación de fondos organizada y no hice ninguna donación ni yo ni en mi nombre. Como musulmán y humano, apoyo la paz. Mis oraciones han estado y continúan estando con mis hermanos y hermanas."

## En la cultura popular

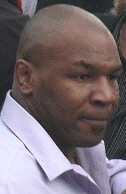
Tyson en el Festival Internacional de Cine de Cannes del año 2008.

Parte de la extensa bibliografía sobre su vida incluye su autobiografía «Undisputed Truth: My Autobiography» (2013); ha protagonizado numerosos documentales sobre su carrera boxística, como Fallen Champ: The Untold Story of Mike Tyson (1993) y Tyson (2008) o películas como Tyson (1995). También han sido frecuentes sus cameos en películas como Black and White (1999), Rocky VI (2006), The Hangover (2009), The Hangover Part II (2011) o Ip Man 3 (2015). En 2014 participó en la serie de dibujos animados Mike Tyson Mysteries aportando la voz del protagonista, el cual resuelve misterios.
Durante los años 1980 y 1990 realizó múltiples apariciones en programas de televisión o comedias, destacando Nightlife, The Joan Rivers Show, Who's The Boss o The Dick Cavett Show. En la misma época también fue habitual su presencia en vídeos musicales como el realizado en 1989 junto a DJ Jazzy Jeff y Will Smith en la canción "I Think I Can Beat Mike Tyson" o en 1991 junto al rapero Ice-T. En cuanto al mundo de los videojuegos destaca su aparición en Punch-Out!! (NES), era el último rival para terminar el juego, o Fight Night Round 4, en cuya portada aparece junto a Muhammad Ali. Además, el luchador ficticio de Street Fighter, Balrog, está basado en Tyson.
En 1998 apareció en WrestleMania XIV como árbitro en el combate entre Shawn Michaels y Stone Cold Steve Austin. Unos años más tarde fue invitado en el WWE Monday Night Raw y en 2012 incluido en el WWE Hall of Fame, situado en el AmericanAirlines Arena. En 2014 fue el encargado de realizar el saque de honor del partido entre Pittsburgh Pirates y Milwaukee Brewers, celebrado en el PNC Park. Durante su época en activo también apareció en la portada de diversas revistas deportivas como Sports Illustrated o The Ring.

## Títulos y récords
- Torneo Olímpico júnior en 1981.
- Torneo Olímpico júnior en 1982.
- Subcampeón de los Guantes de Oro en los pesos pesados en 1983.
- Medalla de oro en el Campeonato sub-19 nacional en 1983.
- Medalla de oro en el Campeonato sub-19 nacional en 1984.
- Campeón de los Guantes de Oro en los pesos pesados en 1984.
- Campeón del Torneo Tammer en 1984.
- Campeón desde el 1 de agosto de 1987 hasta el 11 de febrero de 1990 de los tres cinturones mundiales (WBA, WBC e IBF).
- Campeón del Consejo Mundial de Boxeo desde el 22 de noviembre de 1986 hasta el 11 de febrero de 1990 y desde el 16 de marzo de 1996 hasta 1997 que quedó vacante.
- Campeón de la Asociación Mundial de Boxeo desde el 7 de marzo de 1987 hasta el 11 de febrero de 1990 y desde el 7 de septiembre de 1996 hasta el 9 de noviembre de 1996.
- Campeón de la Federación Internacional de Boxeo desde el 1 de agosto de 1987 hasta el 11 de febrero de 1990.
- Récord como el campeón mundial más joven de la historia de los pesos pesados con 20 años y 4 meses.
- Boxeador del año por la revista The Ring en 1988.
- Personalidad deportiva del año por la BBC en 1989.
- Promesa del año por la revista The Ring en 1985.
- WWE Hall of Fame (2012)

## Récord en boxeo profesional
| Récord profesional | Récord profesional | Récord profesional |
| 59 peleas          | 50 victorias       | 7 derrotas         |
| Nocaut             | 44                 | 5                  |
| Decisión           | 5                  | 1                  |
| Descalificación    | 1                  | 1                  |
| Sin resultado      | 2                  | 2                  |
| ------------------ | ------------------ | ------------------ |

| Resultado     | Récord   | Rival             | Método             | Asalto, Tiempo | Fecha                   | Localización           | Título |
| Derrota       | 50-7 (2) | Jake Paul         | UD                 | 8              | 15 de noviembre de 2024 | Arlington, Texas       | --- |
| Derrota       | 50-6 (2) | Kevin McBride     | TKO                | 6 (10), 3:00   | 11 de junio de 2005     | Washington D. C.       | --- |
| Derrota       | 50-5 (2) | Danny Williams    | KO                 | 4 (10), 2:51   | 30 de julio de 2004     | Louisville, KY         | --- |
| Victoria      | 50-4 (2) | Clifford Etienne  | KO                 | 1 (10), 0:49   | 22 de febrero de 2003   | Memphis, TN            | --- |
| Derrota       | 49-4 (2) | Lennox Lewis      | KO                 | 8 (12), 2:25   | 8 de junio de 2002      | Memphis, TN            | Por los títulos de peso pesado de WBA, IBF, IBO, y The Ring                                                                                       |
| Victoria      | 49-3 (2) | Brian Nielsen     | TKO                | 7 (10), 3:00   | 13 de octubre de 2001   | Copenhague, Dinamarca  | --- |
| Sin resultado | 48-3 (2) | Andrew Golota     | Anulada            | 3 (10)         | 20 de octubre de 2000   | Auburn Hills, MI       | Originalmente victoria por decisión técnica (RTD) para Tyson, posteriormente declarada sin resultado después de que fallara una prueba de drogas. |
| Victoria      | 48-3 (1) | Lou Savarese      | TKO                | 1 (10), 0:38   | 24 de junio de 2000     | Glasgow, Escocia       | --- |
| Victoria      | 47-3 (1) | Julius Francis    | TKO                | 2 (10), 1:03   | 29 de enero de 2000     | Mánchester, Inglaterra | --- |
| Sin resultado | 46-3 (1) | Orlin Norris      | Anulada            | 1 (10), 3:00   | 23 de octubre de 1999   | Las Vegas, NV          | Norris no pudo continuar después de una falta de Tyson                                                                                            |
| Victoria      | 46-3     | Francois Botha    | KO                 | 5 (10), 2:59   | 16 de enero de 1999     | Las Vegas, NV          | --- |
| Derrota       | 45-3     | Evander Holyfield | Descalificación    | 3 (12)         | 28 de junio de 1997     | Las Vegas, NV          | Por el título de peso pesado de WBA; Tyson descalificado por morder                                                                               |
| Derrota       | 45-2     | Evander Holyfield | TKO                | 11 (12), 0:37  | 9 de noviembre de 1996  | Las Vegas, NV          | Perdió el título de peso pesado de WBA |
| Victoria      | 45-1     | Bruce Seldon      | TKO                | 1 (12), 1:49   | 7 de septiembre de 1996 | Las Vegas, NV          | Ganó el título de peso pesado de WBA |
| Victoria      | 44-1     | Frank Bruno       | TKO                | 3 (12), 0:50   | 16 de marzo de 1996     | Las Vegas, NV          | Ganó el título de peso pesado de WBC |
| Victoria      | 43-1     | Buster Mathis Jr. | KO                 | 3 (12), 2:32   | 16 de diciembre de 1995 | Filadelfia, PA         | --- |
| Victoria      | 42-1     | Peter McNeeley    | Descalificación    | 1 (10)         | 19 de agosto de 1995    | Las Vegas, NV          | McNeeley descalificado después de que su mánager entrara al ring.                                                                                 |
| Victoria      | 41-1     | Donovan Ruddock   | Decisión (unánime) | 12             | 28 de junio de 1991     | Las Vegas, NV          | --- |
| Victoria      | 40-1     | Donovan Ruddock   | TKO                | 7 (12), 2:22   | 18 de marzo de 1991     | Las Vegas, NV          | --- |
| Victoria      | 39-1     | Alex Stewart      | TKO                | 1 (10), 2:27   | 8 de diciembre de 1990  | Atlantic City, NJ      | --- |
| Victoria      | 38-1     | Henry Tillman     | KO                 | 1 (10), 2:47   | 16 de junio de 1990     | Las Vegas, NV          | --- |
| Derrota       | 37-1     | James Douglas     | KO                 | 10 (12)        | 11 de febrero de 1990   | Tokio, Japón           | Perdió los títulos de peso pesado del WBA, WBC, y IPF                                                                                             |
| Victoria      | 37-0     | Carl Williams     | TKO                | 1 (12), 1:33   | 21 de julio de 1989     | Atlantic City, NJ      | Retuvo los títulos de peso pesado del WBC, WBA, IPF, y The Ring                                                                                   |
| Victoria      | 36-0     | Frank Bruno       | TKO                | 5 (12), 2:55   | 25 de febrero de 1989   | Las Vegas, NV          | Retuvo los títulos de peso pesado del WBC, WBA, IPF, y The Ring                                                                                   |
| Victoria      | 35-0     | Michael Spinks    | KO                 | 1 (12), 1:31   | 27 de junio de 1988     | Atlantic City, NJ      | Retuvo los títulos de peso pesado del WBC, WBA, y del IPF; Ganó el título de peso pesado de The Ring                                              |
| Victoria      | 34-0     | Tony Tubbs        | TKO                | 2 (12), 2:54   | 21 de marzo de 1988     | Tokio, Japón           | Retuvo los títulos de peso pesado del WBC, WBA, y del IPF                                                                                         |
| Victoria      | 33-0     | Larry Holmes      | TKO                | 4 (12), 2:55   | 22 de enero de 1988     | Atlantic City, NJ      | Retuvo los títulos de peso pesado del WBC, WBA, y del IPF                                                                                         |
| Victoria      | 32-0     | Tyrell Biggs      | TKO                | 7 (12), 2:59   | 16 de octubre de 1987   | Atlantic City, NJ      | Retuvo los títulos de peso pesado del WBC, WBA, y del IPF                                                                                         |
| Victoria      | 31-0     | Tony Tucker       | Decisión (unánime) | 12             | 1 de agosto de 1987     | Las Vegas, NV          | Retuvo los títulos de peso pesado del WBC; y del WBA; Ganó el título de peso pesado del IBF; Serie de unificación de peso pesado                  |
| Victoria      | 30-0     | Pinklon Thomas    | TKO                | 6 (12), 2:00   | 30 de mayo de 1987      | Las Vegas, NV          | Retuvo los títulos de peso pesado del WBC; y del WBA; Serie de unificación de peso pesado                                                         |
| Victoria      | 29-0     | James Smith       | Decisión (unánime) | 12             | 7 de marzo de 1987      | Las Vegas, NV          | Retuvo los título de peso pesado del WBC; Ganó el título de peso pesado del WBA; Serie de unificación de peso pesado                              |
| Victoria      | 28-0     | Trevor Berbick    | TKO                | 2 (12), 2:35   | 22 de noviembre de 1986 | Las Vegas, NV          | Ganó el título de peso pesado del CMB" |
| Victoria      | 27-0     | Alfonso Ratliff   | TKO                | 2 (10), 1:41   | 6 de septiembre de 1986 | Las Vegas, NV          | --- |
| Victoria      | 26-0     | José Ribalta      | TKO                | 10 (10)        | 17 de agosto de 1986    | Atlantic City, NJ      | --- |
| Victoria      | 25-0     | Marvis Frazier    | KO                 | 1 (10), 0:30   | 26 de julio de 1986     | Glens Falls, NY        | --- |
| Victoria      | 24-0     | Lorenzo Boyd      | KO                 | 2 (10), 1:43   | 11 de julio de 1986     | Swan Lake, NY          | --- |
| Victoria      | 23-0     | William Hosea     | KO                 | 1 (10), 2:03   | 28 de junio de 1986     | Troy, NY               | --- |
| Victoria      | 22-0     | Reggie Gross      | TKO                | 1 (10)         | 13 de junio de 1986     | Nueva York             | --- |
| Victoria      | 21-0     | Mitch Green       | Decisión (unánime) | 10             | 20 de mayo de 1986      | Nueva York             | --- |
| Victoria      | 20-0     | James Tillis      | Decisión (unánime) | 10             | 9 de mayo de 1986       | Glens Falls, NY        | --- |
| Victoria      | 19-0     | Steve Zouski      | KO                 | 3 (10), 2:39   | 10 de marzo de 1986     | Uniondale, NY          | --- |
| Victoria      | 18-0     | Jesse Ferguson    | TKO                | 6 (10), 1:19   | 16 de febrero de 1986   | Troy, NY               | Originalmente victoria por descalificación para Tyson, luego se dictaminó por nocaut técnico.                                                     |
| Victoria      | 17-0     | Mike Jameson      | TKO                | 5 (8), 0:46    | 24 de enero de 1986     | Atlantic City, NJ      | --- |
| Victoria      | 16-0     | David Jaco        | TKO                | 1 (10), 2:16   | 11 de enero de 1986     | Albany, NY             | --- |
| Victoria      | 15-0     | Mark Young        | TKO                | 1, 0:50        | 27 de diciembre de 1985 | Latham, NY             | --- |
| Victoria      | 14-0     | Sammy Scaff       | TKO                | 1 (10), 1:19   | 6 de diciembre de 1985  | Nueva York             | --- |
| Victoria      | 13-0     | Conroy Nelson     | TKO                | 2              | 22 de noviembre de 1985 | Latham, NY             | --- |
| Victoria      | 12-0     | Eddie Richardson  | KO                 | 1, 1:17        | 13 de noviembre de 1985 | Houston, TX            | --- |
| Victoria      | 11-0     | Sterling Benjamin | TKO                | 1, 0:54        | 1 de noviembre de 1985  | Latham, NY             | --- |
| Victoria      | 10-0     | Robert Colay      | KO                 | 1 (8), 0:37    | 25 de octubre de 1985   | Atlantic City, NJ      | --- |
| Victoria      | 9-0      | Donnie Long       | TKO                | 1 (6), 1:28    | 9 de octubre de 1985    | Atlantic City, NJ      | --- |
| Victoria      | 8-0      | Michael Johnson   | KO                 | 1 (6), 0:39    | 5 de septiembre de 1985 | Atlantic City, NJ      | --- |
| Victoria      | 7-0      | Lorenzo Canady    | TKO                | 1 (6), 1:05    | 15 de agosto de 1985    | Atlantic City, NJ      | --- |
| Victoria      | 6-0      | Larry Sims        | KO                 | 3 (6), 2:04    | 19 de julio de 1985     | Poughkeepsie, NY       | --- |
| Victoria      | 5-0      | John Alderson     | TKO                | 2 (6)          | 11 de julio de 1985     | Atlantic City, NJ      | --- |
| Victoria      | 4-0      | Ricardo Spain     | KO                 | 1 (6), 0:39    | 20 de junio de 1985     | Atlantic City, NJ      | --- |
| Victoria      | 3-0      | Don Halpin        | KO                 | 4 (4)          | 23 de mayo de 1985      | Albany, NY             | --- |
| Victoria      | 2-0      | Trent Singleton   | TKO                | 1 (4)          | 10 de abril de 1985     | Albany, NY             | --- |
| Victoria      | 1-0      | Hector Mercedes   | TKO                | 1 (4), 1:47    | 6 de marzo de 1985      | Albany, NY             | --- |

## Entrenadores
- Cus D'Amato (1979-1985)
- Kevin Rooney (1985-1988)
- Aaron Snowell (1989-1990)
- Richie Giachetti (1990-1991)
- Jay Bright (1995-1996)
- Richie Giachetti (1997)
- Tommy Brooks (1999-2001)
- Ronnie Shields (2002)
- Freddie Roach (2003-2004)
- Jeff Fenech (2005)

| Predecesor: Marvin Hagler y Donald Curry | Boxeador del año por The Ring 1986                                          | Sucesor: Evander Holyfield                   |
| Predecesor: Evander Holyfield            | Boxeador del año por The Ring 1988                                          | Sucesor: Pernell Whitaker                    |
| Predecesor: Trevor Berbick               | Consejo Mundial de Boxeo 22 de noviembre de 1986-11 de febrero de 1990      | Sucesor: James "Buster" Douglas              |
| Predecesor: James Smith                  | Asociación Mundial de Boxeo 7 de marzo de 1987-11 de febrero de 1990        | Sucesor: James "Buster" Douglas              |
| Predecesor: Tony Tucker                  | Federación Internacional de Boxeo 1 de agosto de 1987-11 de febrero de 1990 | Sucesor: James "Buster" Douglas              |
| Predecesor: Frank Bruno                  | Consejo Mundial de Boxeo 16 de marzo de 1996-1997                           | Sucesor: Vacante (Recogido por Lennox Lewis) |
| Predecesor: Bruce Seldon                 | Asociación Mundial de Boxeo 7 de septiembre de 1996-9 de noviembre de 1996  | Sucesor: Evander Holyfield                   |